# Compañía del Ferrocarril de Córdoba a Belmez
La Compañía del Ferrocarril de Córdoba a Belmez fue una empresa ferroviaria que tenía la propiedad y explotación de la línea que enlazaba Córdoba con Belmez, una sección del posterior ferrocarril Córdoba-Almorchón. 

## Historia
La riqueza de las minas de Espiel y Belmez, cuyo transporte ansiaban los constructores del ferrocarril Córdoba-Málaga allá por 1845, dio origen a una pugna por alcanzar la concesión y construcción de un ferrocarril para el acarreo del mineral, pero no sería hasta 1854 cuando el conde de Santa Olalla obtuvo la concesión de un ferrocarril que uniese aquella cuenca minera con la línea general de Córdoba a Sevilla, concesión que quedó anulada por incumplimientos. Don Francisco Romá, obtuvo una nueva concesión y sobre esta base se constituyó en 1861 la Sociedad Anónima del Ferrocarril de Córdoba-Espiel-Belmez, que realizó algunas obras sin mayor resultado. Más tarde se realizó otra concesión a un representante de la Cia. Internacional del Crédito, compañía que a su vez cedió en 1865 los derechos a otra llamada del Ferrocarril de Córdoba a Espiel y Belmez, sin que tampoco en este caso se produjeran resultados prácticos.
Fue finalmente Jorge Loring, que ya tenía experiencia en la construcción de otros ferrocarriles —como la línea Utrera-Morón-Marchena—, quien obtuvo la concesión en nombre del sindicato Larios-Heredia-Loring. Tras numerosas prórrogas, se abrió al servicio la sección Belmez-Alhondiguilla el 28 de noviembre de 1870, y casi tres años después, el 1 de julio de 1873, el tramo Alhondiguilla-Obejo, completándose la línea el 5 de septiembre de ese año con la sección Obejo-Córdoba.
Superadas las dificultades de la construcción, comenzaron las de explotación, y el 18 de mayo de 1875 la compañía se declaró en suspensión de pagos, poniéndose en venta el ferrocarril para pagar a los acreedores. Sin embargo, esta venta se demoró por falta de compradores hasta el 30 de enero de 1880, fecha en que, tras haber pasado fugazmente por varias manos, fue finalmente adquirido por la Compañía de los Ferrocarriles Andaluces.